# 17617 Takimotoikuo
17617 Takimotoikuo è un asteroide della fascia principale. Scoperto nel 1995, presenta un'orbita caratterizzata da un semiasse maggiore pari a 2,9964753 UA e da un'eccentricità di 0,1590338, inclinata di 12,42023° rispetto all'eclittica.